# زیتی ۱
دهنوزیتی بخشایش، روستایی از توابع بخش منج شهرستان لردگان در استان چهارمحال و بختیاری ایران است.

## جمعیت
این روستا در دهستان بارز قرار دارد و جمعیتی حدود ده خانوار دارد.